# Volkmar Rudolf Dietrich
Volkmar Rudolf Dietrich (* 9. August 1863 in Stollberg/Erzgeb.; † nach 1935) war ein deutscher Lehrer, der sich speziell mit Volks- und Wanderliedern befasste und darüber publizierte.

## Leben
Er war der Sohn eines Apothekers in Stollberg im Erzgebirge, wo er auch das Gymnasium. 1882 meldete er sich als Einjährigfreiwilliger. 1895 legte er das sächsische Staatsexamen ab und trat in den Lehrerdienst ein, wo er in verschiedenen Orten wirkte. Das Ablegen des preußischen Staatsexamens 1900 ermöglichte auch den Lehrerdienst im Königreich Preußen.
Er promovierte im Jahre 1898 an der Universität Leipzig zum Dr. phil. und erhielt den Titel eines Studienrates. 1914 ließ er sich vorzeitig pensionieren und widmete sich seinen wissenschaftlichen Forschungen und der Sammlung von Wanderliedern. Daneben verfasste er auch Schulbücher.
Als Lehrer, später Oberlehrer und Studienrat wirkte Rudolf Dietrich in folgenden Orten: Zwickau, Ilsenburg, Helmstedt, Jena, Cosel, Eisenach, Köln, Neuhaldensleben, Haubinda, Arnstadt, Bad Pyrmont, Rudolstadt, Leipzig, Artern und Gotha.

## Werk (Auswahl)
- Deutsches Volksliederbuch, 1908.[1]
- Lateinische Sprüche. Müller, 1909; 3., verb. Aufl. 1926.
- Collectanea zu Artemidorus Daldianus, Bände 1–5, 1911.